# Bolette Berg

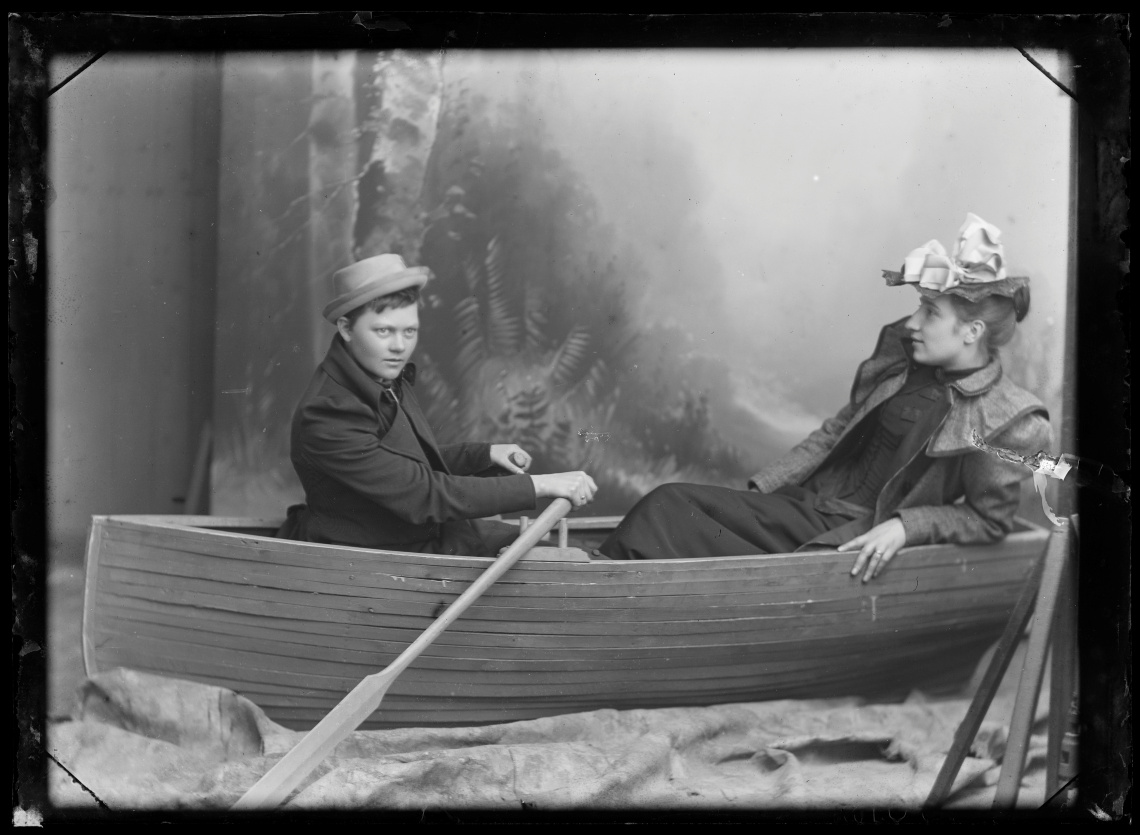
Bolette Berg (rechts) und Marie Høeg (links), ca. 1895–1903

Bolette Berg (geboren 1872, gestorben 1944 in Oslo) war eine norwegische Fotografin und Verlegerin. Sie und ihre Partnerin Marie Høeg betrieben ein Fotostudio, das Berg & Høeg Fotoatelier, in Horten, einem Marinehafen im Südosten Norwegens.

## Leben

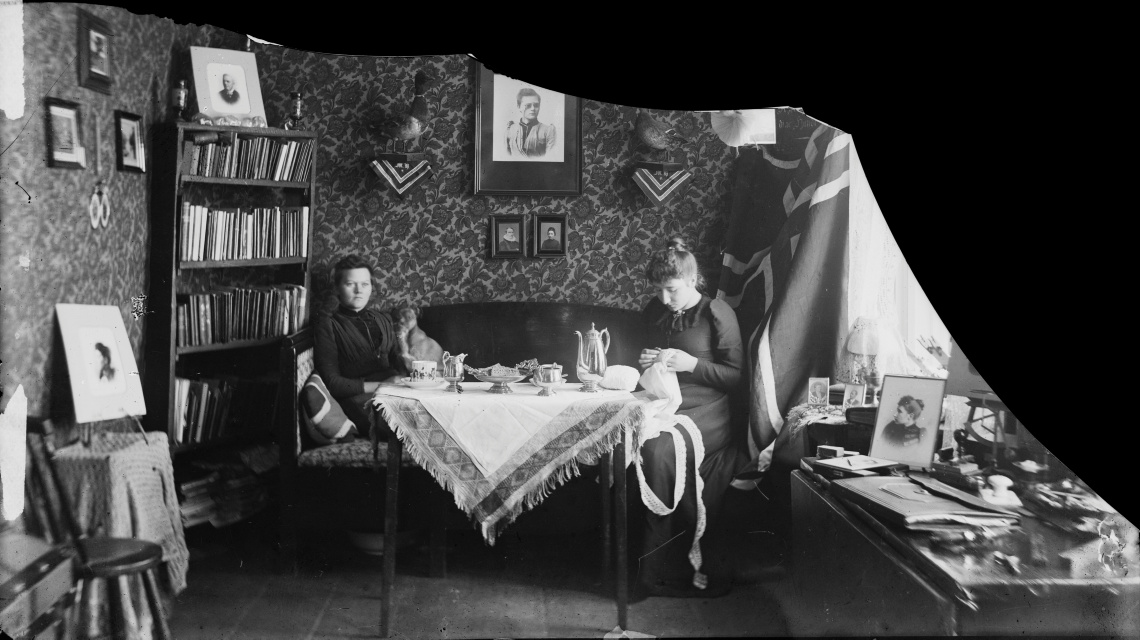
Marie Høeg (links) und Bolette Berg (rechts) in ihrem Wohnzimmer in Horten, ca. 1895–1903

Über Kindheit und Jugend von Bolette Berg sind keine Details bekannt. Ihr Vater war Pfarrer, und sie hatte eine Schwester, Gina, die als Schneiderin arbeitete. Bolette Berg erlernte, so die Vermutung, das Handwerk der Fotografie in Finnland, wo sie Marie Høeg traf. Zusammen gingen die beiden zurück nach Norwegen, wo sie im Jahr 1895 das Berg & Høeg Fotoatelier in Horten eröffneten. Das Paar lebte und arbeitete die gesamte Zeit ihres Erwachsenenlebens zusammen. Private Details ihrer Beziehung sind nicht bekannt, es kann nur vermutet werden, dass sie in einer lesbischen Liebesbeziehung zusammenlebten.
Sie verdienten ihr Geld mit dem Verkauf von Porträts und Landschaftsaufnahmen aus der Umgebung Hortens. Ihr Studio war eines von vielen in Horten zu dieser Zeit – der Marinehafen brachte Verkaufsmöglichkeiten für Souvenirs mit sich, und der Marinestützpunkt Aufträge für Offiziersporträts.
Ihr Atelier wurde jedoch nicht nur für ihre Arbeit genutzt, sondern auch als Treffpunkt für Frauen aus dem Umfeld der Suffragettenbewegung. Zumindest von Marie Høeg ist bekannt, dass sie in der Frauenrechtsbewegung politisch aktiv war.
1903 zogen Berg und Høeg nach Kristiania (das heutige Oslo), wo sie den Verlag Berg og Høghs Kunstforlag A. S. in der Rådhusgaten 11 gründeten. Hier veröffentlichten sie Postkarten, Kunstzeitschriften und Reproduktionen von Kunstwerken aus der Nationalgalerie Oslo sowie das Buch Norske Kvinde (Norwegens Frauen), ein dreibändiges Werk über die Geschichte Norwegens, das zahlreiche weibliche Protagonistinnen enthält. Marie Høeg war eine der Herausgeberinnen.
Die letzten Lebensjahre verbrachte das Paar auf einem Bauernhof in Hadeland. Berg starb 1944, Marie Høeg 1949. Es sind nur wenige Informationen und Dokumente über die beiden Fotografinnen erhalten.

## Werk
Das Werk von Marie Høeg und Bolette Berg entstand als kollektives Werk über einen Zeitraum von rund vierzig Jahren. Die im Nachlass erhaltenen privaten Negative zeigen häufig Marie Høeg, so dass angenommen wird, dass Bolette Berg häufiger hinter der Kamera zu finden war. Welche Fotografien genau von Berg und welche von Høeg waren, ist nicht mehr nachvollziehbar. Der kollektive Arbeitsansatz sei eine Besonderheit, die – neben den Sujets – aus heutiger Sicht sehr modern wirke, so Alicja Schindler im Monopol-Magazin.

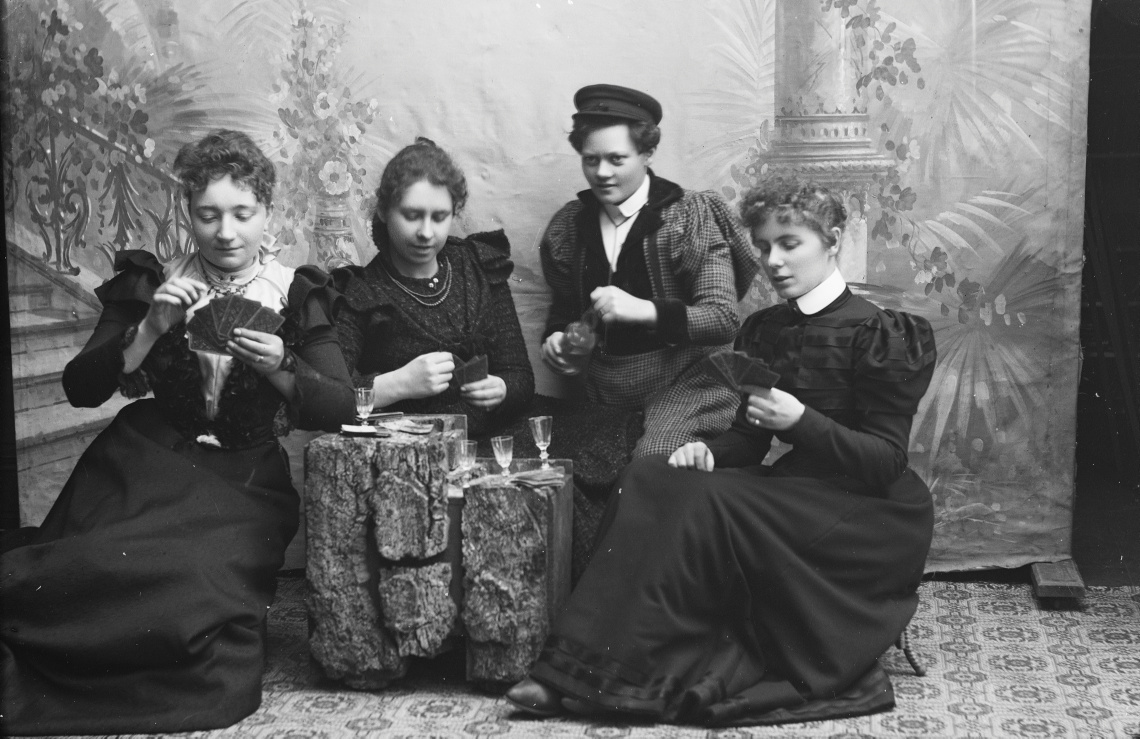
Kartenspielende und trinkende Frauen, Marie Høeg 2. von links (ca. 1895–1903)

Neben den Auftragsarbeiten existieren zahlreiche Privataufnahmen der Fotografinnen. Es sind insbesondere diese Bilder, die ihrem Werk zu Beginn des 21. Jahrhunderts internationale Beachtung verschafften. Darin experimentierten sie mit stereotypen Rollenbildern von Männern und Frauen ihrer Zeit, bei denen Aspekte des Crossdressing eine Rolle spielen, aber auch Frauenrollen der Zeit hinterfragt wurden. Sie zeigen Marie Høeg, Bolette Berg sowie ihre Geschwister, Freundinnen und Freunde beim Posieren vor der Kamera. Auf vielen dieser Fotos tragen die Frauen typische Männerkleidung und Accessoires wie Pfeifen, Zigaretten und angeklebte Schnurrbärte, auf weiteren Fotos sind Männer zu sehen, die stereotypische Frauenkleidung tragen. Aber auch Inszenierungen als fiktionale Charaktere in Fantasiekostümen, spielerische Aufnahmen mit Kulissen und Requisiten, Aufnahmen im Zwiegespräch mit dem Familienhund, humorvolle Kameraexperimente in Unterwäsche mit Spielzeugschwertern finden sich unter den Bildern. „Gerade im Vergleich zu den oft starren, gesellschaftlich normierten Porträts, die zu dieser Zeit Standard waren, wirken die privaten Aufnahmen der beiden Fotografinnen intim und nahbar“, so Schindler.
Katharina Mouratidi, Kuratorin der Galerie F3 – Freiraum für Fotografie in Berlin, in der das Werk der Fotografinnen im Sommer 2024 erstmals in Form digitaler Reproduktionen in Deutschland zu sehen ist, ist der Auffassung, dass die Arbeiten von Berg und Høeg „als für sich stehendes Werk von Frauen ... in dieser Form einzigartig“ seien. Dies begründet Mouratidi damit, dass im ausgehenden 19. Jahrhundert in Norwegen Frauen erst seit kurzer Zeit eigenständig Gewerbe ausüben durften. Fotografien männlicher Crossdresser der Zeit seien weitaus verbreiteter.

## Nachlass

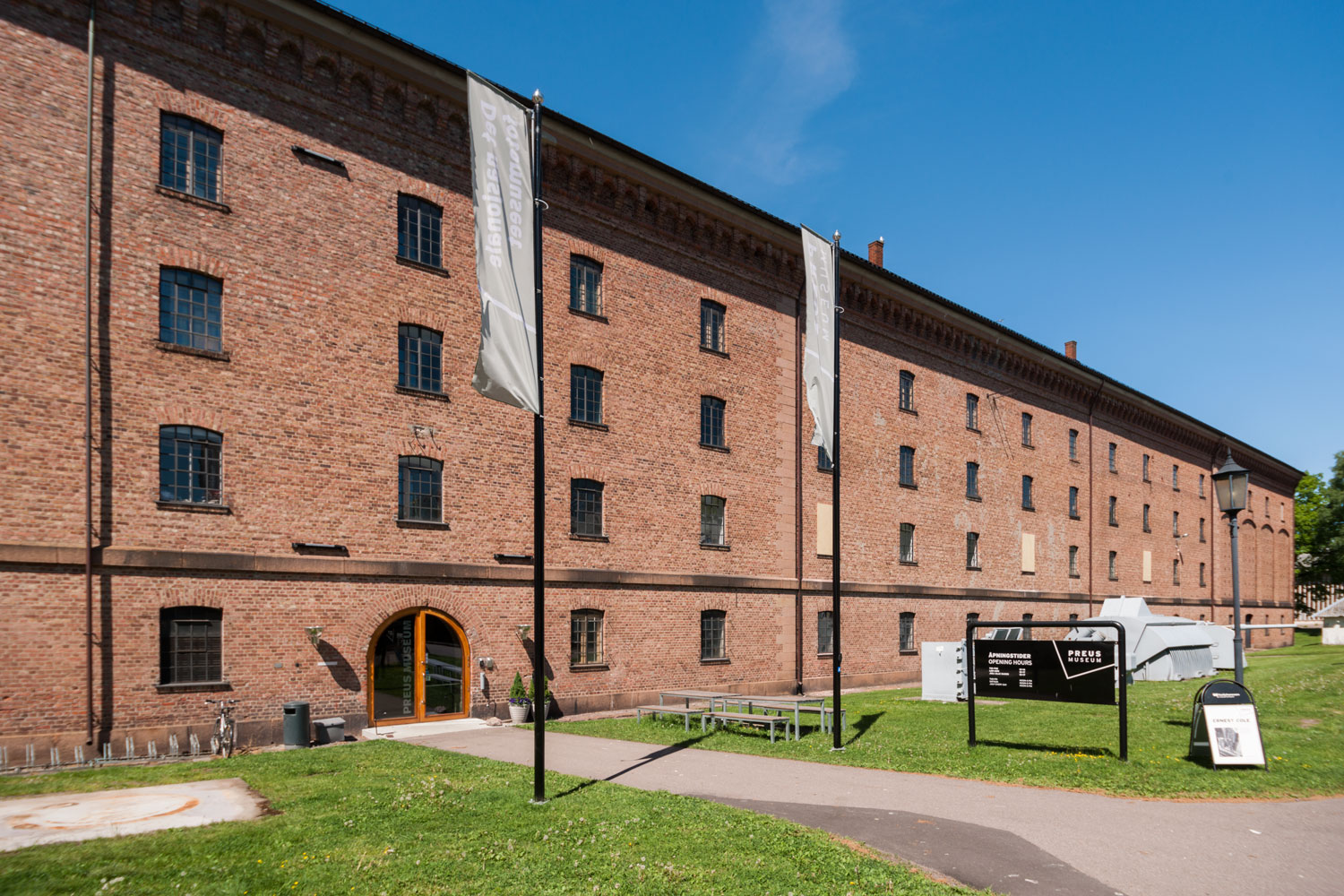
Preus Museum in Horten (2014)

Bei der Versteigerung ihres Nachlasses in den 1970er Jahren erwarb der norwegische Sammler Leif Preus Glasnegative der beiden Fotografinnen. Dies waren vor allem Aufnahmen von Landschaften und Reproduktionen von Kunstwerken. In den 1980er Jahren wurden in der Scheune des Gehöfts in Hadeland, auf dem das Paar seine letzten Lebensjahre verbracht hatte, zwei als „privat“ gekennzeichnete Kisten entdeckt. Darin befanden sich weitere Glasnegative der Fotografinnen, die vor allem die Aufnahmen enthielten, in denen das Paar mit Geschlechterstereotypen ihrer Zeit experimentierte. 
Die Negative befinden sich heute ebenfalls im Besitz des Preus-Museums. 1996 stellte das Museum ihre Fotografien erstmals öffentlich aus. Ein Raum des Museums ist heute den Fotografinnen gewidmet und zeigt ihre Arbeiten in einer Dauerausstellung. 
Durch einen Zufall gelangten weitere Negative im Jahr 2022 in den Besitz des Preus-Museums, die in einer Sammlung der norwegischen Fotografen Thorvald und August Brunskow entdeckt wurden. Auch unter diesen Negativen fand sich eine kleine als „privat“ gekennzeichnete Schachtel, die persönlichere Selbstporträts enthielt. Insgesamt sind heute rund 700 Negative von Berg & Høeg bekannt, von denen etwa 80 fotografische Inszenierungen aus ihrem Privat- und Freizeitleben erhalten sind.
In Deutschland wird ihr Werk im Sommer 2024 erstmals in der Galerie F3 in Berlin gezeigt.

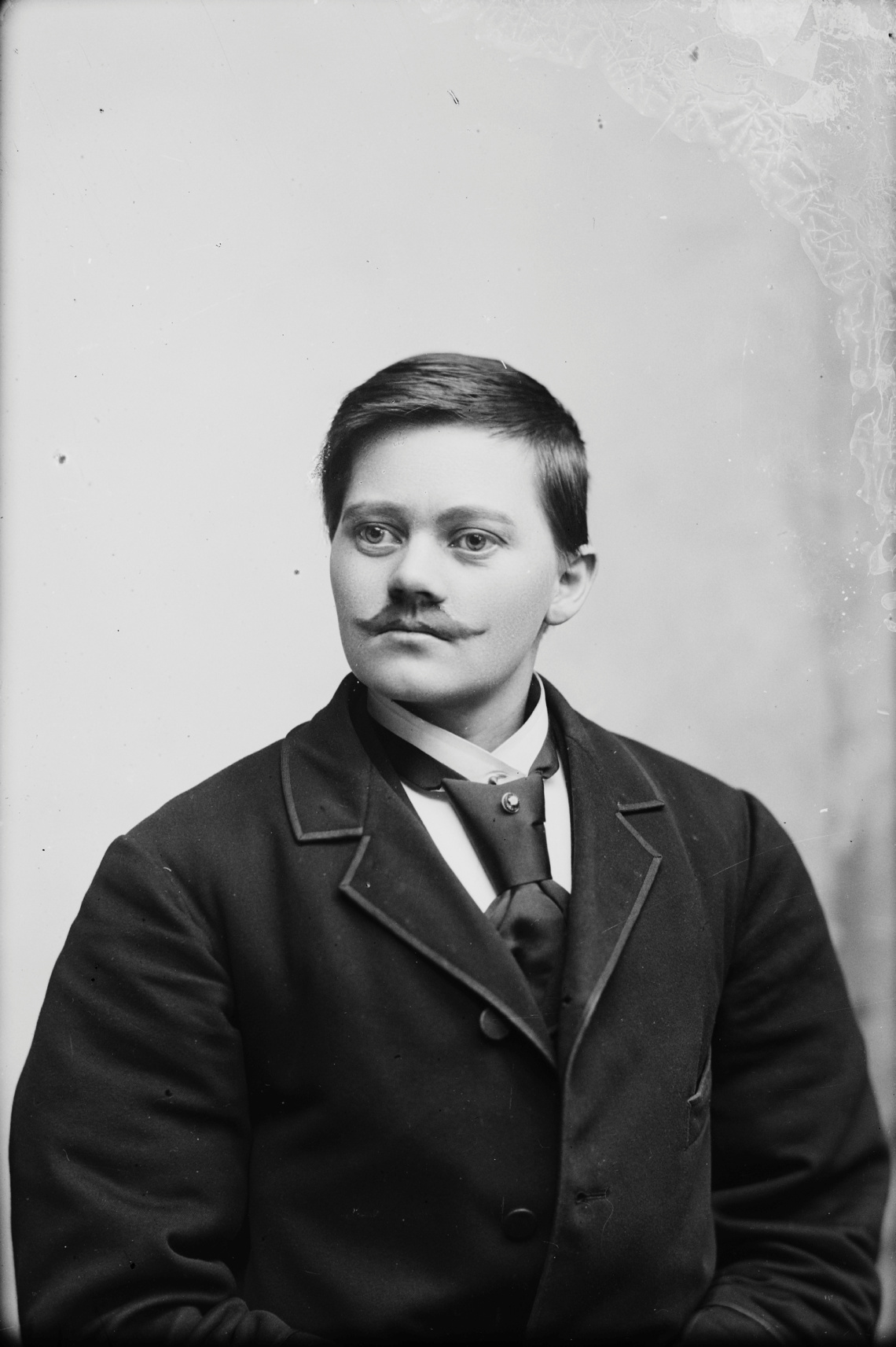
Marie Høeg in Männerkleidung
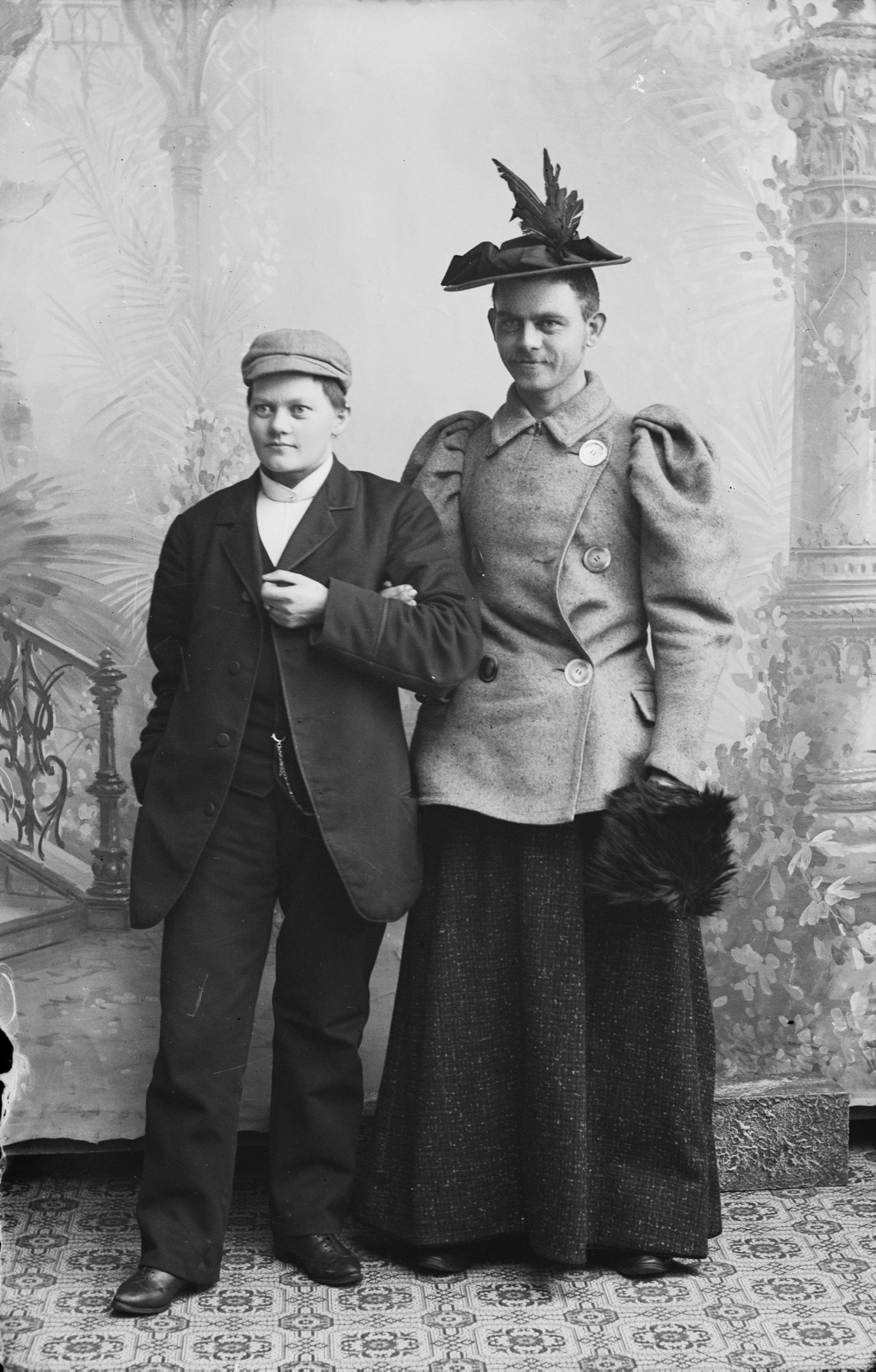
Marie Høeg mit Unbekanntem
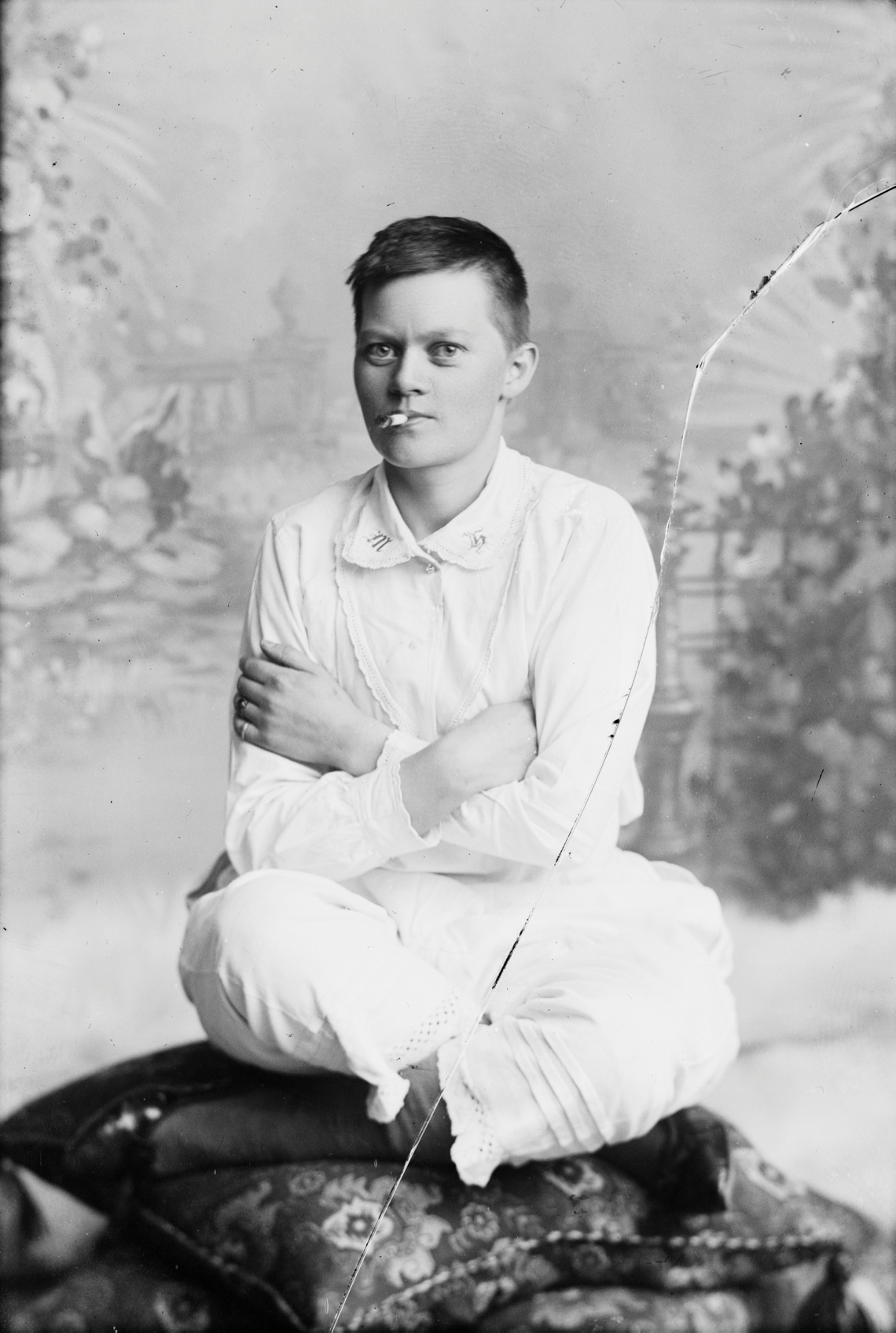
Marie Høeg
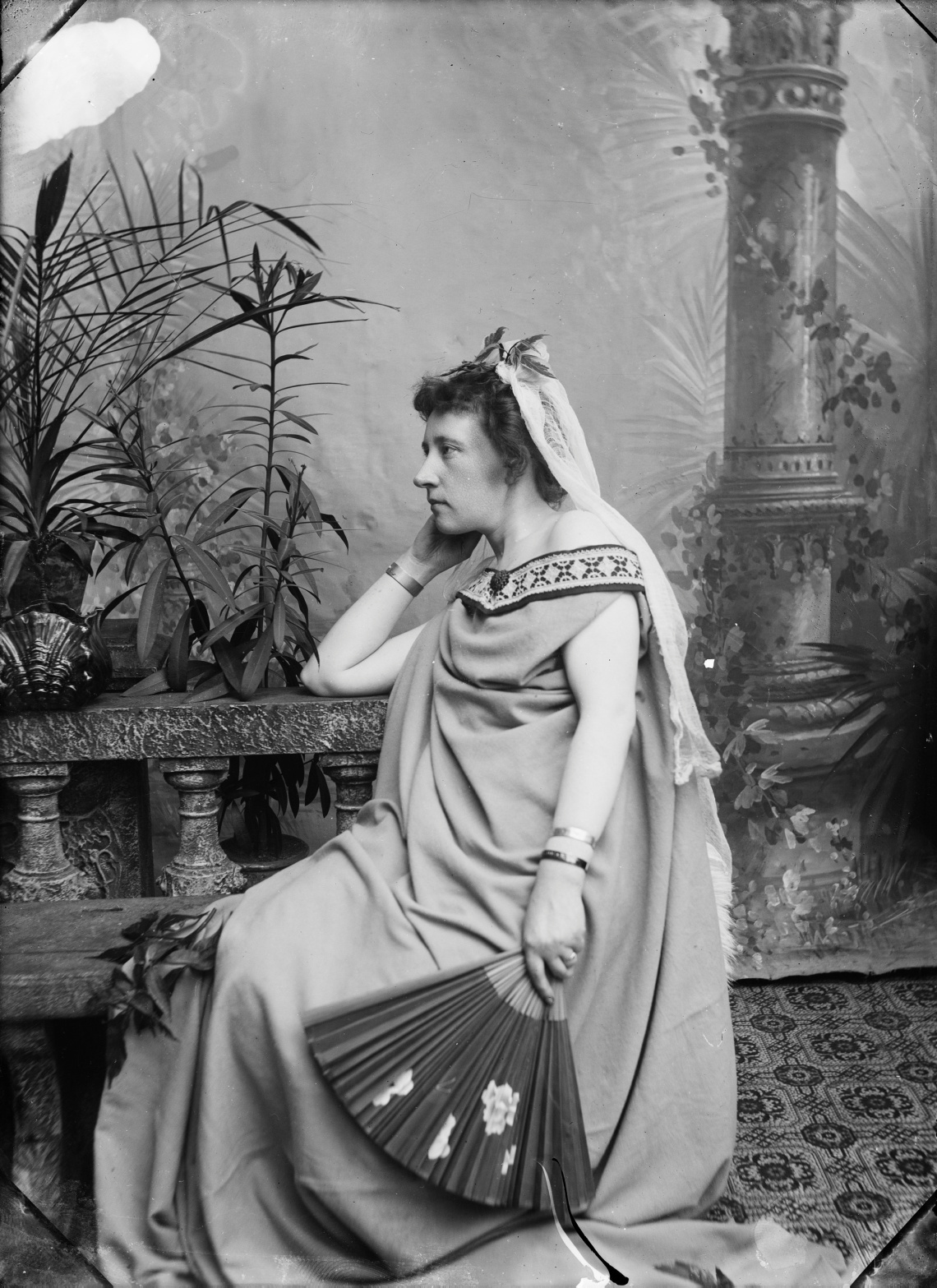
Bolette Berg
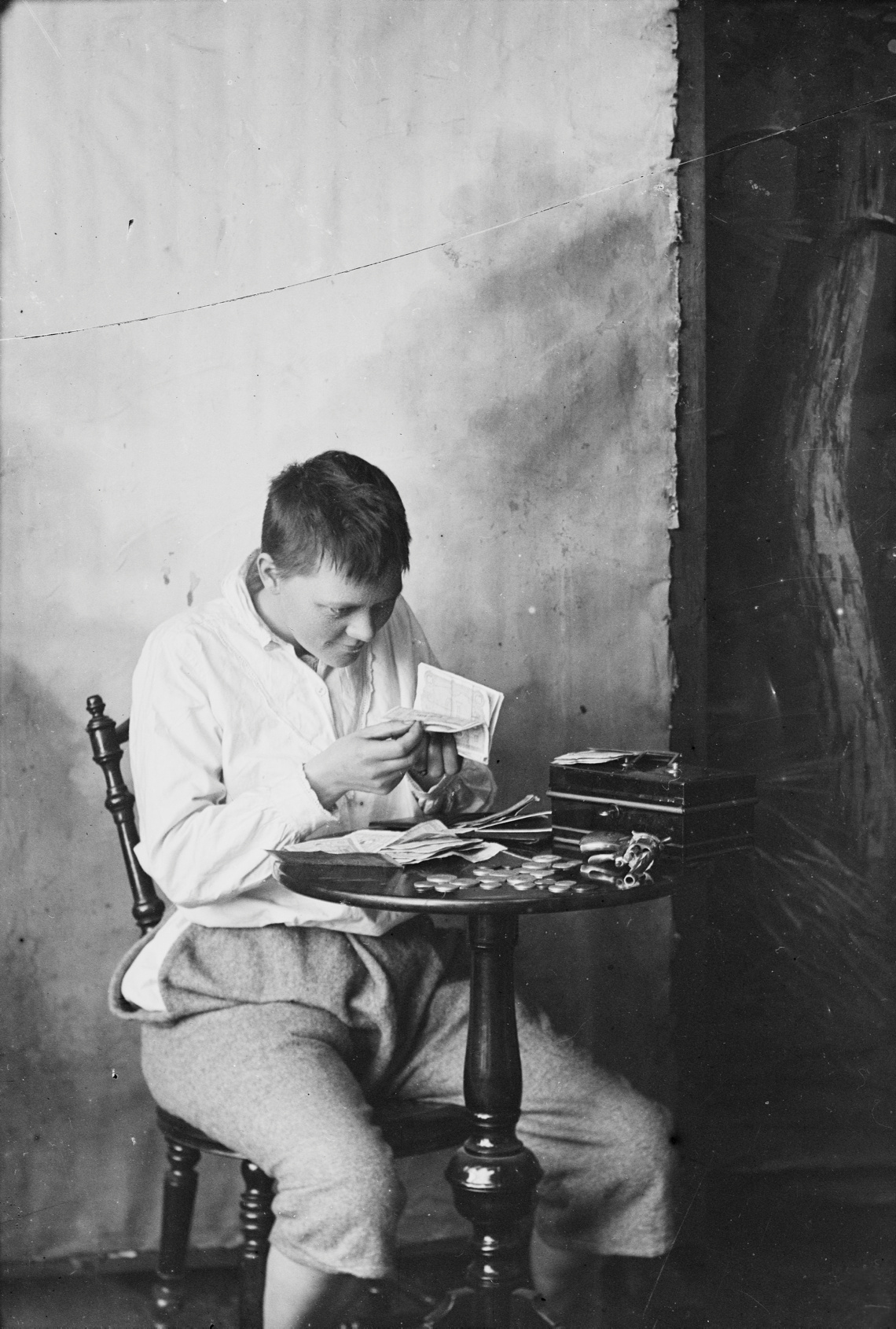
Marie Høeg als Bandit

## Ausstellungen

### Einzelausstellungen
- 2023: Like a Whirlwind, Festival PhotoEspaña, Madrid[1]
- 2024: Like a Whirlwind. Die Genderplays von Marie Høeg & Bolette Berg, Galerie F3 Berlin

### Gruppenausstellungen
- 2022: The First Homosexuals: Global Depictions of a New Identity, 1869–1930, Wrightwood 569, Chicago[9]